# Élection présidentielle togolaise de 1986
L'élection présidentielle togolaise de 1986 a lieu au Togo le 21 décembre 1986. Le pays est alors un régime à parti unique sous l'égide du Rassemblement du peuple togolais de Gnassingbé Eyadéma, arrivé à la tête de l'état par un coup d'état en 1967. Avec 100 % des suffrages pour une participation de 99,45 %, Eyadéma est réélu pour un mandat de sept ans.

## Résultats
| Candidat                  | Candidat                  | Parti                     | Voix      | %     |  |
| ------------------------- | ------------------------- | ------------------------- | --------- | ----- |  |
|                           | Gnassingbé Eyadéma        | RPT                       | 1 737 771 | 100   |  |
|                           |                           |                           |           |       |  |
| Votes valides             | Votes valides             | Votes valides             | 1 737 771 | 99,95 |  |
| Votes blancs et invalides | Votes blancs et invalides | Votes blancs et invalides | 840       | 0,05  |  |
| Total                     | Total                     | Total                     | 1 738 611 | 100   |  |
| Abstention                | Abstention                | Abstention                | 18 815    | 1,07  |  |
| Inscrits / participation  | Inscrits / participation  | Inscrits / participation  | 1 757 426 | 98,93 |  |